# رونسيكو
رونسيكو هي بلدية في مقاطعة فرشيلي التابعة لإقليم بييمونتي الإيطالي، تقع على بعد حوالي 50 كيلومتر (31 ميل) إلى الشمال الشرقي من مدينة تورينو وحوالي 13 كيلومتر (8 ميل) إلى الجنوب الغربي من فيرتشيلي. في 31 كانون الأول / ديسمبر 2004 كان عدد سكانها 606 نسمة، وتبلغ مساحتها 24.5 كيلومتر مربع (9.5 ميل2).
تقع رونسيكو على حدود البلديات التالية: بيانزيه، كروفا، ديسانا، لينانا، تريسيرو، ترينو، ترونزانو فيرسيلسي.